# Heimbra pallida
Heimbra pallida is een vliesvleugelig insect uit de familie Eurytomidae. De wetenschappelijke naam is voor het eerst geldig gepubliceerd in 1986 door Stage & Snelling.